# Oude-Zevenaarpolder
De Oude-Zevenaarpolder is een polder ten zuidwesten van Terneuzen, behorende tot de Polders tussen Axel, Terneuzen en Hoek, in de Nederlandse provincie Zeeland. 
De polder werd ingedijkt in 1595. De polder had oorspronkelijk een oppervlakte van 314 ha, maar voor de aanleg en latere verbreding van het Kanaal Gent-Terneuzen moest het oostelijke deel van de polder worden opgeofferd.